# التوریکون
التوریکون (به اسپانیایی: Altorricón) یک شهرستان در اسپانیا است.